# Schloss Zellhof

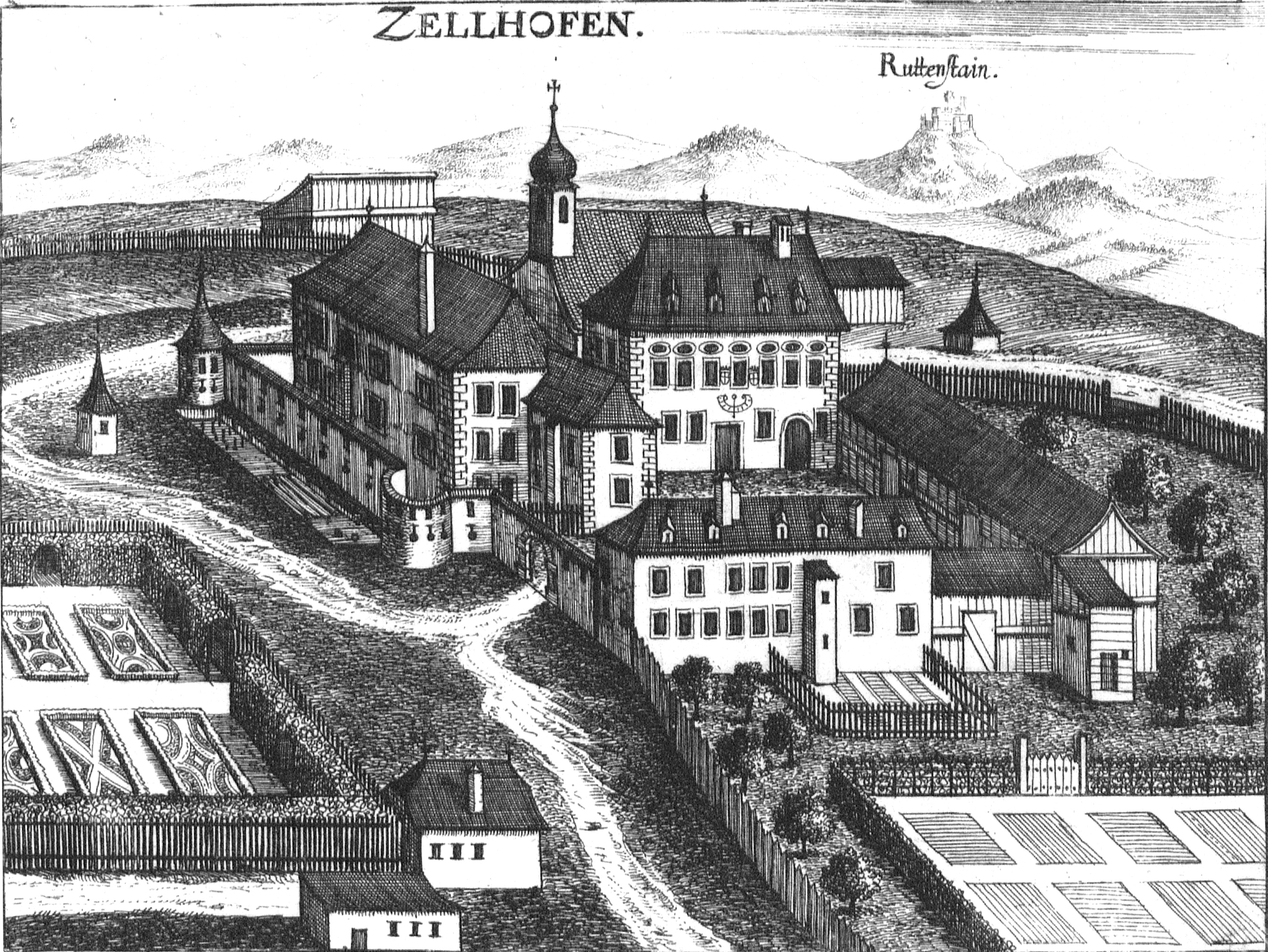
Schloss Zellhof von Südwesten. Stich von Georg Matthäus Vischer um 1674. Mit ursprünglicher Schlosskirche im Norden und hinten der Ruine Ruttenstein

Schloss Zellhof liegt in hügeliger Landschaft in der Gemeinde Bad Zell in Oberösterreich. Zu einem Teil ruinös und nur mit Mauerresten, sind zum anderen Teil noch historische Gebäudeteile des Schlosses erhalten und bewohnt. Das Gebäude steht unter Denkmalschutz (Listeneintrag).

## Name
Der Name bzw. Namensteil Zell kann auf den lateinischen Ausdruck Cella zurückgeführt werden. In den Zeiten der Rodung und Besiedlung der Gegend bezeichnete man mit Cella eine kleine Behausung für jene Priester, die zur Feier von Gottesdiensten in die entlegenen Gegenden reisten. Diese Behausungen waren oft nahe von Kapellen der Siedler zu finden. Der Ausdruck Zellhof wäre demnach zu begreifen als Gehöft mit einem Bezug zu einer kleinen Behausung für Priester.

## Lage
Das Schloss liegt auf einer Geländekuppe 609 m ü. A. inmitten leicht hügeliger Landschaft mit Wiesen, Feldern und Wäldern, nun Mühlviertel genannt. Das Schloss ist Mittelpunkt der Streusiedlung Zellhof, Gemeinde Bad Zell, Oberösterreich, mit der aktuellen Adresse Zellhof Nr. 1.

## Geschichte

### Jörger von Prandegg-Zellhof
Zellhof wird im Jahre 1347 als Besitz der Zellhofer urkundlich erwähnt. Es folgten häufige Besitzerwechsel und Ausbauten zu einem Edelsitz. In den 1530er-Jahren gelangten die Jörger von Tollet, ein Adelsgeschlecht aus Oberösterreich, in den Besitz der benachbarten Herrschaft Prandegg. Hilleprant Jörger kaufte 1536 dem Bistum Regensburg den Markt Zell ab. Damit war auch die hohe Gerichtsbarkeit und Vogtei über die Pfarre Zell eingeschlossen. Da der Jörger diesen Besitz abrunden wollte, erwarb er viele andere Höfe und Zehente in der Gegend der Märkte Zell und Gutau dazu. Hilleprant Jörger gelangte auf diese Weise zu einem ansehnlichen Besitz, den seine Erben und Nachkommen vergrößerten.

Erworben wurde im Jahre 1596 der Freisitz Habichrigl (Rigl) samt den dazugehörenden Höfen, im Jahre 1607 auch das Schloss Zellhof und nach 1630 das Schloss Aich. Schloss Zellhof war anschließend jahrhundertelang mit der Burg Prandegg aufs Engste verbunden. Die Jörger wohnten meist auf Burg Prandegg, nutzten aber das Schloss Zellhof als Zweitwohnsitz oder Wohnsitz für Besuche. Die beiden Herrschaften Prandegg und Zellhof wurden vereint, welches für die Vergrößerung des Einflussgebiets der Jörger sorgte. Unter Ferdinand Jörger wurde in Schloss Zellhof zwischen den Jahren 1618 und 1622 der große Nordtrakt (Herrenhaus, Palas) mit den Prunkgemächern und der großen Freitreppe, sowie nach Westen zu (im Eckbereich) der zweistöckige Nordwesttrakt, neu erbaut. Freiherr Hans Maximilian Jörger führte mit seiner Familie ein standesgemäßes Leben wie im Folgenden veranschaulicht wird:

„Während der gnädige Herr einen Kammerdiener und drei Lakaien besaß, nahm die gnädige Frau auf Prandegg eine Verwalterin und ein Zimmermädchen in Anspruch. Weiterhin leisteten der Familie verschiedene Angestellte den Dienst wie etwa Gärtner, Bäcker, Schneider, Jäger, Binder, Reitknechte, Vorreiter, Kutscher, Köche, ein Torwart und zwei Turmwächter; für die Wirtschaft sorgten zudem ein Meier, ein Knecht und eine Dirn. Das Personal wurde auch für das Schloss Zellhof eingesetzt, sobald die herrschaftliche Familie dort vorübergehend residierte. Auf der Tafel der Herren von Prandegg und Zellhof wurde neben gewöhnlicher Kost auch Wild, Hasen und Fisch serviert, daneben in Zell, Linz oder Wien erworbene Gewürze und Heringe sowie mediterrane Zitronen und Tomaten. Die Kleidung war ebenfalls standesgemäß, denn der gnädige Herr trug neben einfachen Kleidern auch seidene goldbestickte Westen, Pariser Strümpfe und Schuhe aus Wien. Die Dienerschaft, vom Lakaien bis zum Vorreiter, trug Livree. Häufig reisten sowohl der gnädige Herr als auch die gnädige Frau und besuchten besonders gerne größere Märkte wie jenen in Linz, wo neben dem Hausbedarf auch Luxuswaren wie etwa Majolika-Geschirr oder Spielwaren eingekauft wurden.“

### Scherffenberger, Starhemberger ab 1631
Im Jahre 1631 mussten die Jörger als bekennende Protestanten ihren gesamten Besitz (Burg Prandegg, Markt Zell, Schloss Zellhof, Pranthof in der Gemeinde Gutau, Schloss Habichrigl (Rigl), Schloss Aich und alle anderen Höfe und Zehente) verkaufen. Neuer Besitzer wurde Gotthard von Scherffenberg, Herr auf Spielberg, aus dem krainischen Adelsgeschlecht derer von Scherffenberg. Dieser verstarb bald darauf und seine Witwe heiratete im Jahre 1636 den edlen Hans Reichard von Starhemberg aus dem oberösterreichischen Adelsgeschlecht derer von Starhemberg.
Sowohl die Scherffenberger als auch die Starhemberger, die beide zu den Apostelgeschlechter Österreichs zählen, residierten häufiger auf Schloss Zellhof statt in der Burg Prandegg, sodass der Amtssitz des Pflegers nach Zellhof verlegt wurde. Die Bezeichnung Herrschaft Prandegg wurde mit der Zeit zur Herrschaft Zellhof verändert. Lediglich das Landgericht Prandegg behielt seinen Namen bei, auch wenn dessen Sitz auf Schloss Zellhof war. Es hieß zuletzt Landgericht Prandegg-Zellhof. Hans Reichard von Starhemberg war laut eigener Aussage die Gegend zu rau und er verkaufte bereits 1642 den gesamten Besitz an die folgende Adelsfamilie.

### Salburger ab 1642
Das Adelsgeschlecht von Salburg (auch Salburger) erwarb Zellhof im Jahr 1642 und führte die größte Ausdehnung der Herrschaft herbei. Die Burg Prandegg verfiel indes immer mehr. Lediglich die Brauerei und die Hoftaverne wurden durch die von Salburg weitergeführt, aber dann auch aufgelassen.
Zu Beginn des 18. Jh. wurde das Schloss Zellhof gänzlich umgebaut. Es wurde die alte Schlosskapelle St. Jakob abgerissen und eine neue oktogonale Kapelle im Südosten des Innenhofs errichtet. Diese neue Kapelle wurde durch den einstöckigen schmalen Osttrakt (einer Art Galerie) mit dem Nordtrakt (Herrenhaus, Palas) verbunden. Der schmale Osttrakt hatte im Erdgeschoß Arkaden, und auf dem Dach einen kleinen Turm (Dachreiter). An weiteren Gebäudeteilen wurden ebenfalls Veränderungen vorgenommen. Der an die Kapelle anschließende einstöckige Südtrakt mit seinem Walmdach wurde Wohn- und Wirtschaftstrakt. Er blieb bis heute erstaunlich gut erhalten. Das Schloss zeigte sich im 19. Jh. als reizvolle vierseitige Anlage um einen Innenhof von ~30 × 26 m.

### Verfall nach 1806
1806 starb die Zellhofer Linie der Salburger aus. Der Besitz ging an die Grafen von Dietrichstein aus Kärnten über, die wiederum die Herrschaften Zellhof und Prandegg im Jahre 1823 an die Herzöge von Sachsen-Coburg und Gotha auf Greinburg weiterverkauften. Nach der Aufhebung der Grundherrschaften im Jahre 1848 verlor das Schloss jede Bedeutung und es begann zu verfallen. Zu Beginn des 20. Jh. wurden Teile und Gebäude wie Nordtrakt (Herrenhaus, Palas) und Osttrakt abgerissen. Die von Sachsen-Coburg und Gotha übergaben das Schloss Zellhof schließlich in den Besitz der Gemeinde Bad Zell und ihrer Gemeindebewohner zur Nutzung. Am 1. Juli 1916 stand im Linzer Volksblatt zu lesen: 

„Zell b. Zellhof, 27. Juni. In den letzten Tagen wurde vom Schloss Zellhof der Turm abgetragen, da dessen Kupferdach für Kriegszwecke bestimmt wurde. Schloss Zellhof, obwohl noch von vielen Leuten bewohnt, war schon bisher eine halbe Ruine.“

## Beschreibung
Im aktuellen Erhaltungszustand erscheint das Schloss Zellhof unscheinbar. Erst bei näherem Hinsehen im hügeligen Gelände erkennt man die Schlossruine mit den Außenmaßen von etwa 55 mal 50 Metern.

### Innenhof
Zentrum des Schlosses war ein vierseitiger, etwa 30 mal 26 Meter großer Innenhof inmitten der einzelnen Gebäudetrakte des Schlosses. Der Innenhof ist nun mit Gras bewachsen. Jüngere private Kleingärten mit ihren Hütten machten sich im Ostbereich breit.

### Nordtrakt und Nordwesttrakt
Der Nordtrakt (Herrenhaus, ~32 × 16 m) enthielt im ersten Stock die Prunkgemächer. Eine zweiflügeligen Freitreppe führte in den Innenhof herab. Von diesem Nordtrakt blieben nur Mauerreste erhalten. Darunter finden sich jedoch Gewölbereste und Gewölbepfeiler aus Granit. Sie sind nun einbezogen in jüngeres Mauerwerk. 
Nach Westen hin schloss an den Nordtrakt der ursprünglich zweistöckige Nordwesttrakt an (Eckverbauung, ~18 × 28 m). Von diesem Nordwesttrakt verblieben erhebliche Teile und Gewölbe erhalten. Der zweite Stock fehlt nun allerdings gänzlich. Die private Nutzung brachte jüngere Zubauten, darunter das private Wohnhaus im Norden und Autogaragen.

### Schlosstor und Südtrakt
Die Westseite mit dem Schlosstor bewahrte einigermaßen ihr Aussehen. Der Schlussstein des Tores trägt die unsicher lesbare Jahreszahl 1846. Von dem Tor führt die Einfahrt (~18 × 12 m) in den Innenhof.
Der einstöckige und unterkellerte Südtrakt (~40 × 8 m) fungierte als Wirtschafts- sowie Wohntrakt. Er bewahrte sein früheres Aussehen gut. Die Reihe der großen Rauchfänge am Dach und der manchmal noch vergitterten Fenster ist noch immer eindrucksvoll. Im Inneren erhielten sich alte Stiegenläufe, dazu alte Zimmertüren und eiserne Heiztüren. Die Wohnnutzung brachte freilich Veränderungen (Modernisierungen) innen wie außen.

### Schlosskirche und Schlosskapelle
Die ursprüngliche Schlosskirche nördlich und außerhalb des Schlosses gelegen trug man zu Beginn des 18. Jh. ab. Als Ersatz errichtete man um diese Zeit im Südosten die Schlosskapelle (Eckverbauung, ~8 × 10 m). Sie ist im Inneren oktogonal und blieb formell ungeweiht. Die profane und ziemlich sorglose Nutzung der Kapelle brachte starke Schäden. Gewölbe und Einrichtung fehlen nun gänzlich. Rechts daneben erhielt sich ein granitenes gotisches Portal (vermutlich wiederverwendet). Es war früher ein Durchgang zu den Schlossgärten.

### Osttrakt
Der Osttrakt (~6 × 25 m) war der Verbindungstrakt zwischen Schlosskapelle und Herrenhaus (Nordtrakt). Er war schmal, mit Arkaden im Erdgeschoß, galerieartigen Räumen im ersten Stock und einem aufs Dach aufgesetzten kleinen Turm (Dachreiter). Davon verblieben nur wenige aufrechte Mauerreste und ein zugemauertes Portal, versteckt zwischen den privaten Kleingärten im Ostbereich des Innenhofs.

### Umgebung
Keine sichtbaren Merkmale verblieben von der abgetragenen Schlosskirche, den umliegenden Schlossgärten, den Umfassungsmauern und vom Meierhof (~100 m südöstlich des Schlosses gelegen, nun Waldgelände). Namen im Franziszeischen Kataster dokumentieren für umliegende Flure aber noch immer den Bezug zum Schloss: Lusthaus (kleine Anhöhe), Schwemmhofstatt (Zellhof Nr. 3), Teichhofstatt (Zellhof Nr. 4), Jägerhofstatt (Zellhof Nr. 5) und früherer Hofwirt (Zellhof Nr. 7).

## Bildergalerie

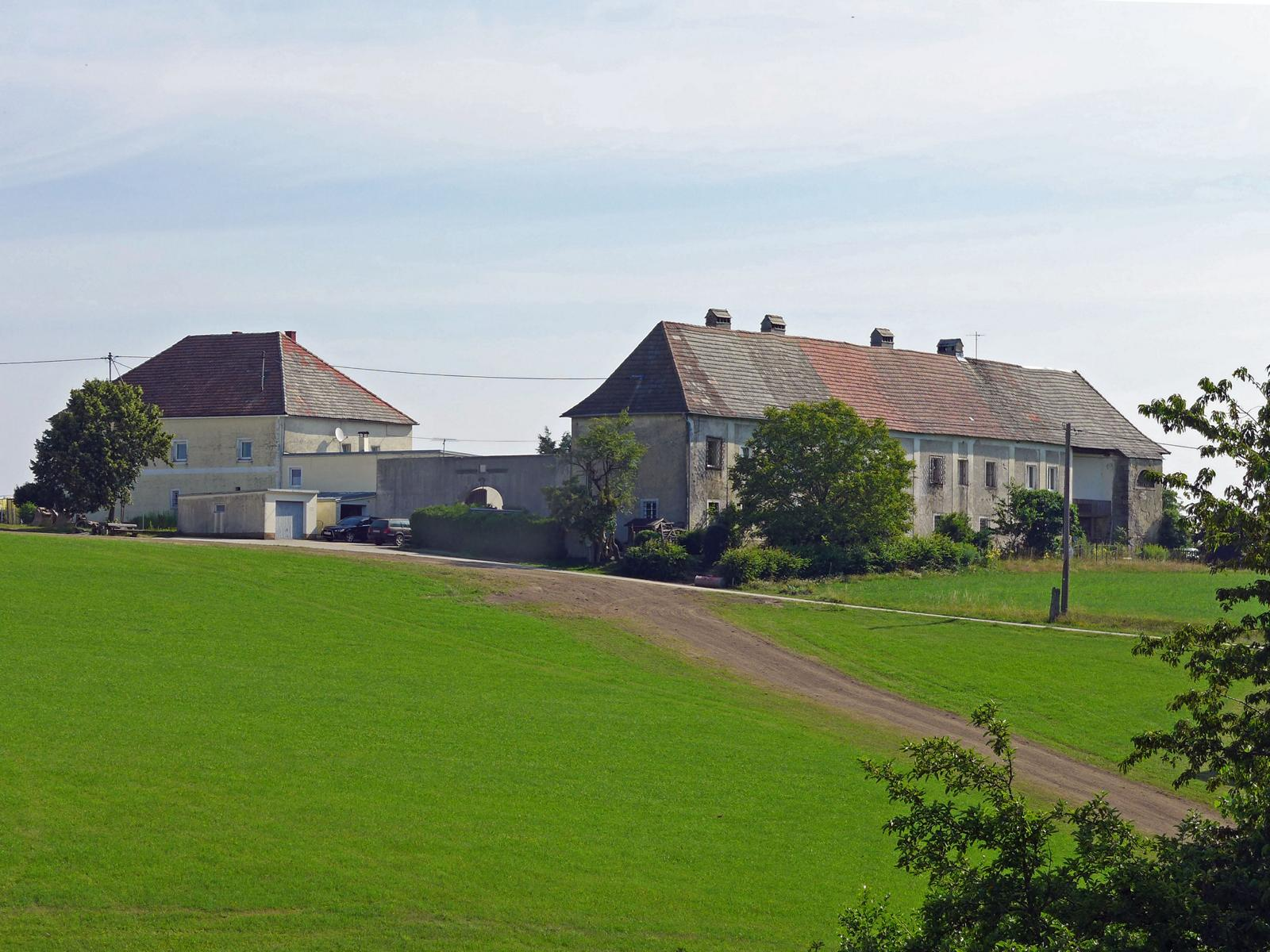
Südwestansicht 2019
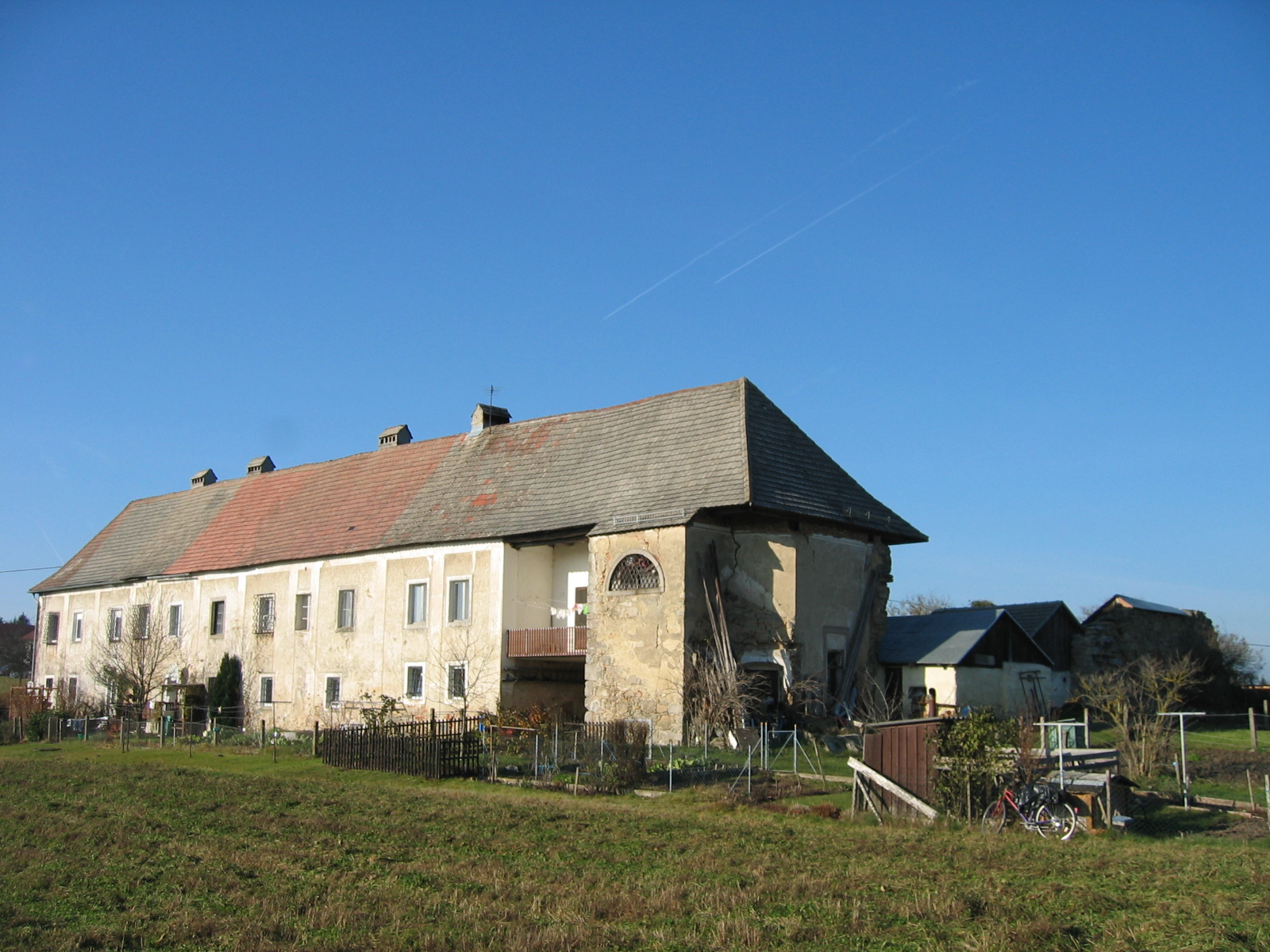
Südansicht 2006
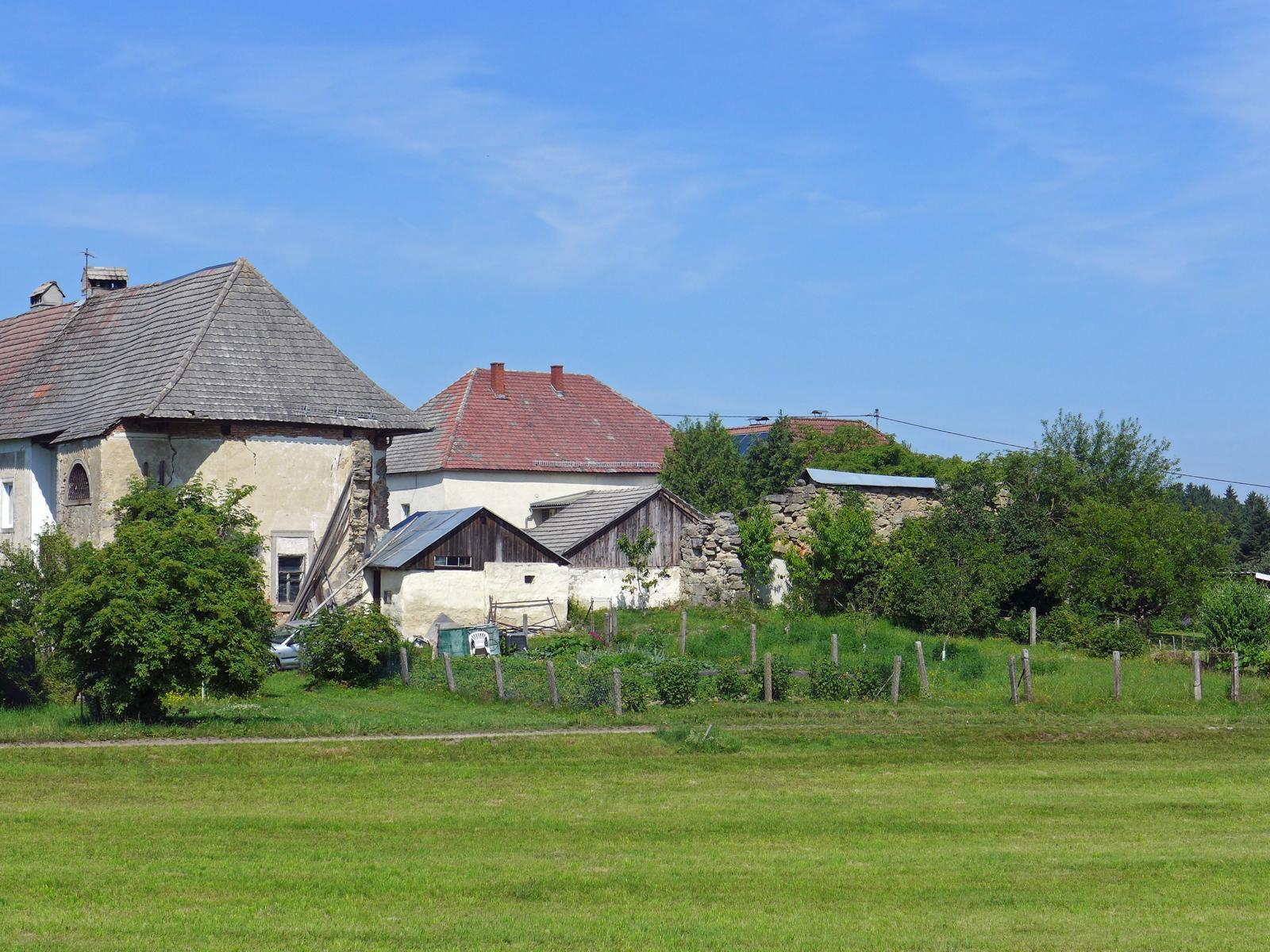
Ostansicht 2019
Südansicht Ende 19. Jh.
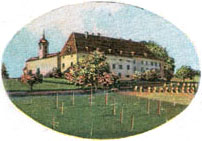
Nordansicht Ende 19. Jh.
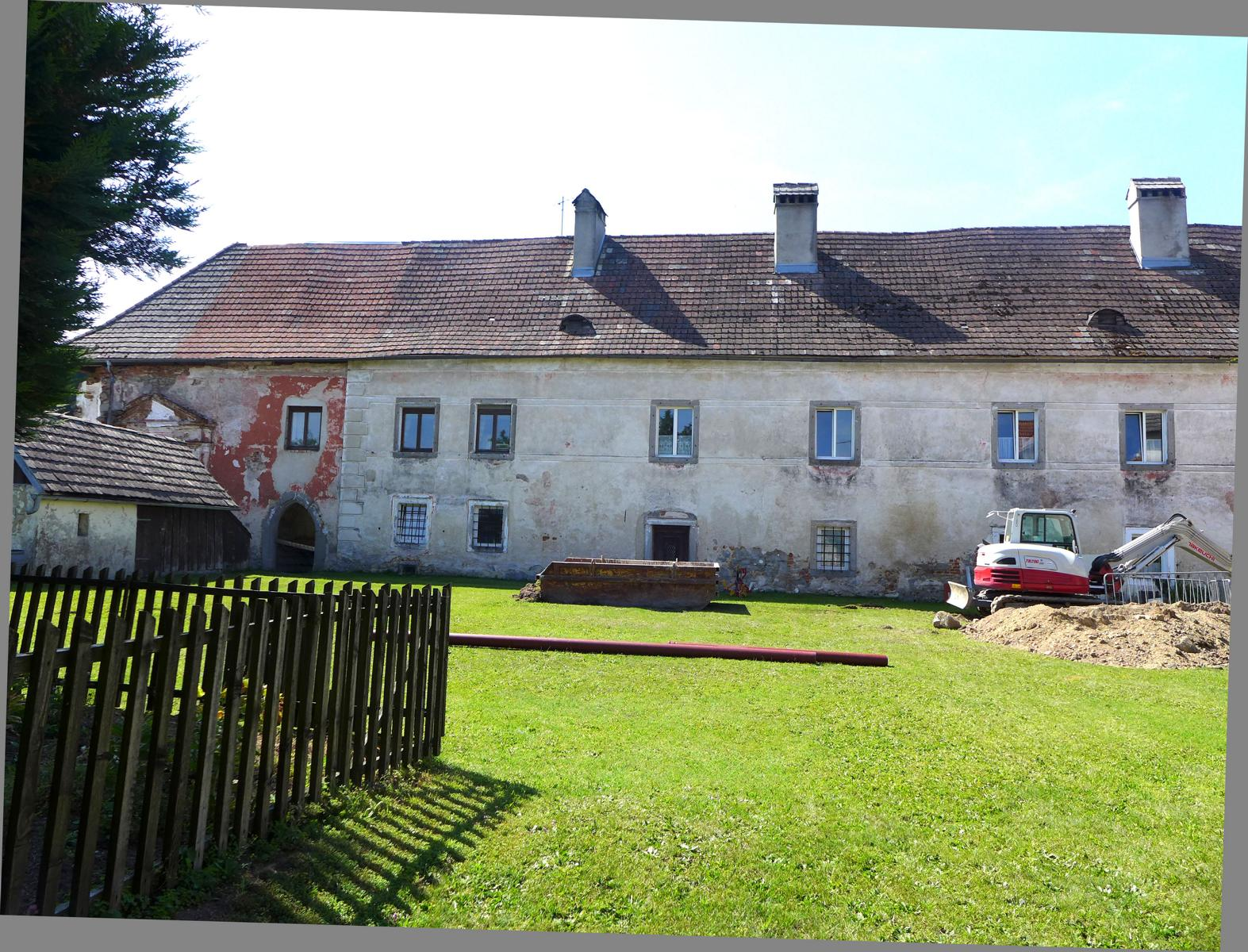
Innenhof und Südtrakt 2019
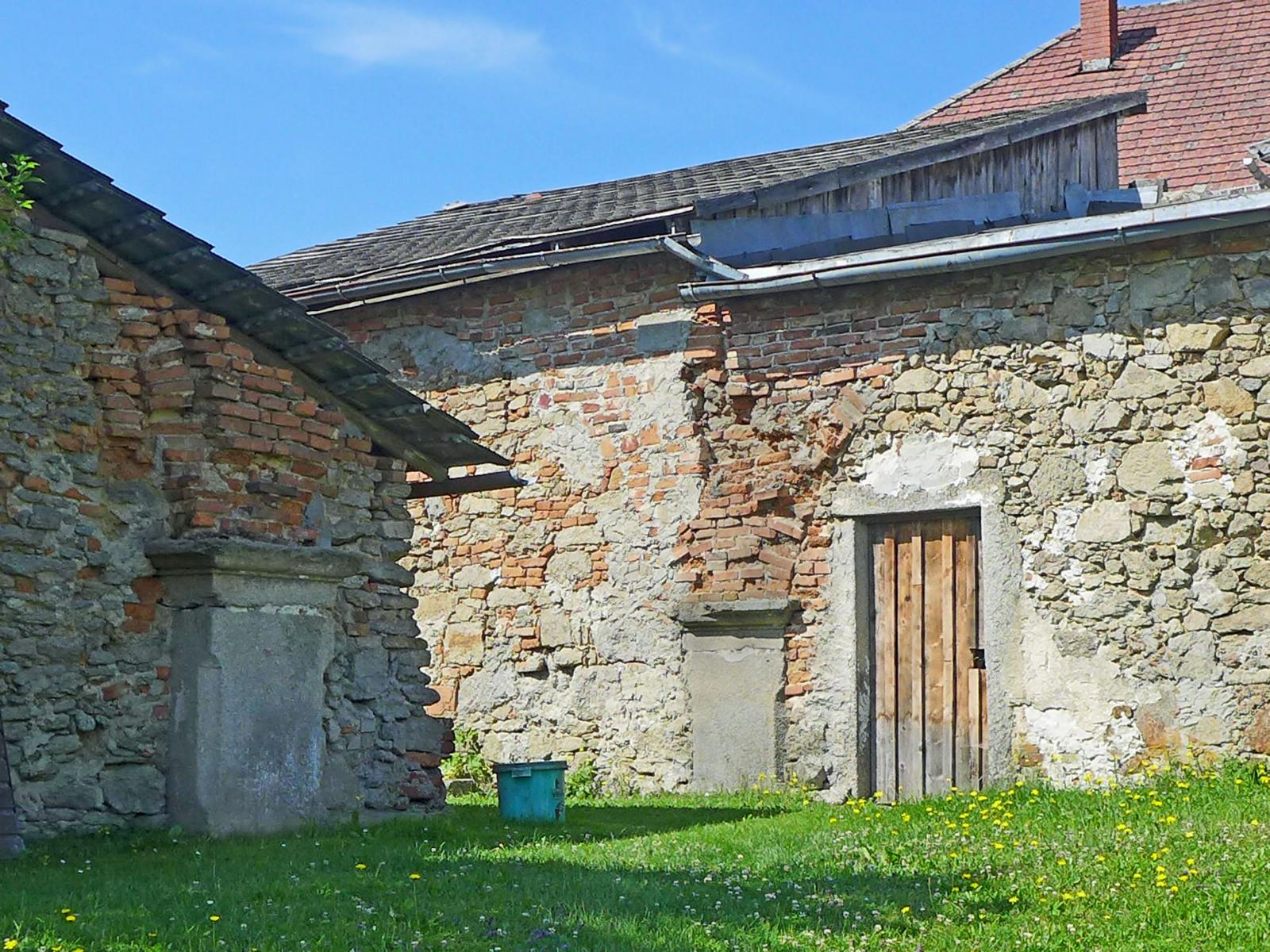
Gewölbepfeiler vom Nordtrakt 2019
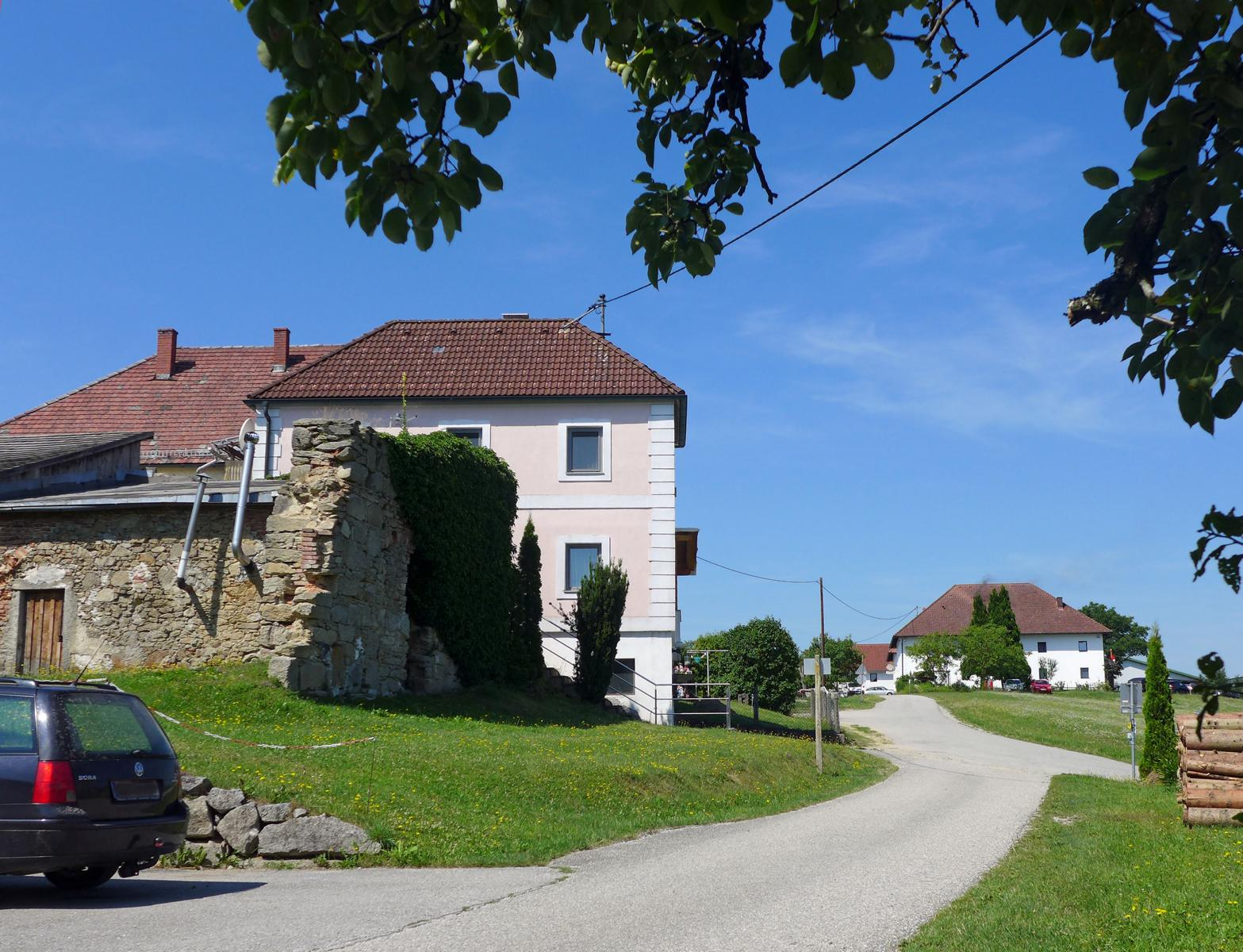
Rest der Außenmauer vom Nordtrakt 2019
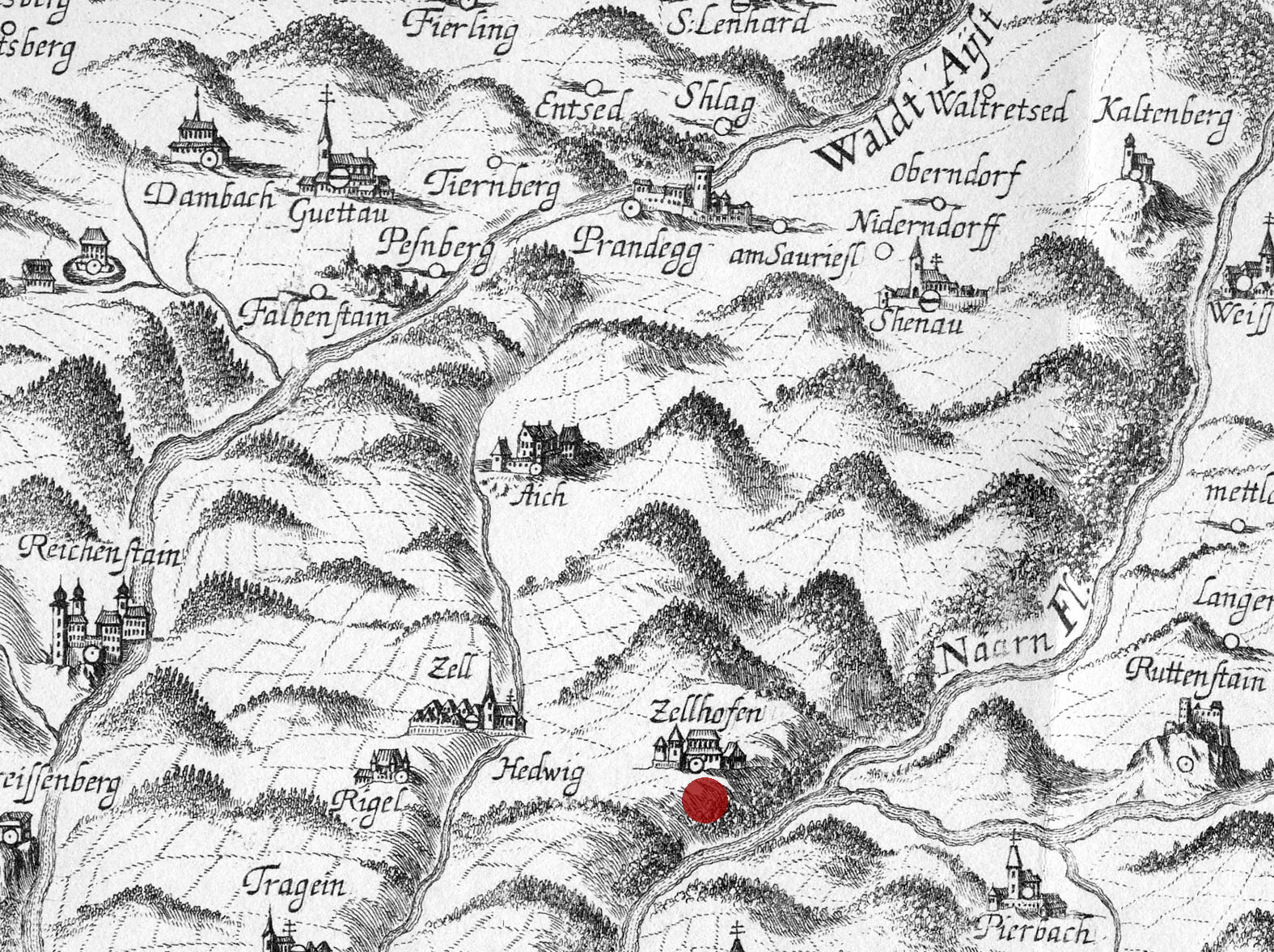
Herrschaftsgebiet Prandegg-Zellhof 1667